# Sarja (Kaliningrad)
Sarja (russisch Заря, deutsch Groß Wersmeningken, 1938–1946 Großstangenwald, litauisch Didieji Versmininkai) ist ein Ort in der russischen Oblast Kaliningrad. Er gehört zur kommunalen Selbstverwaltungseinheit Stadtkreis Tschernjachowsk im Rajon Tschernjachowsk.

## Geographische Lage
Sarja liegt 13 Kilometer südöstlich der Rajonstadt Tschernjachowsk (Insterburg). Der Ort ist nur über Landwege zu erreichen, etwa von Krasnopoljanskoje (Groß Gaudischkehmen/Großgauden) aus. Die nächste Bahnstation ist Wessjolowka (Judtschen/Kanthausen) an der Bahnstrecke Kaliningrad–Tschernyschewskoje (Königsberg–Eydtkuhnen/Eydtkau) – einem Teilstück der einstigen Preußischen Ostbahn – zur Weiterfahrt nach Litauen und in das russische Kernland.

## Geschichte
Das bis 1938 Groß Wersmeningken fand im Jahre 1557 seine erste urkundliche Erwähnung. Zwischen 1874 und 1945 war das Bauerndorf in den Amtsbezirk Judtschen (ab 1938 „Amtsbezirk Kanthausen“, heute russisch: Wessjolowka) eingegliedert und gehörte somit zum Kreis Gumbinnen im Regierungsbezirk Gumbinnen in der preußischen Provinz Ostpreußen. Zur Landgemeinde Groß Wersmeningken gehörte auch die Revierförsterei Grünwalde.
In Folge des Krieges kam das Dorf mit dem nördlichen Ostpreußen 1945 zur Sowjetunion. 1947 erhielt der Ort die russische Bezeichnung „Sarja“ und wurde gleichzeitig dem Dorfsowjet Krasnopoljanski selski Sowet im Rajon Tschernjachowsk zugeordnet. Von 2008 bis 2015 gehörte Sarja zur Landgemeinde Swobodnenskoje selskoje posselenije und seither zum Stadtkreis Tschernjachowsk.

### Einwohnerentwicklung
| Jahr | Einwohner |
| ---- | --------- |
| 1910 | 230       |
| 1933 | 249       |
| 1939 | 222       |
| 2002 | 13        |
| 2010 | 14        |

## Kirche
Die Bevölkerung Groß Wersmeningkens resp. Großstangenwalds war vor 1945 fast ausnahmslos evangelischer Konfession und somit in das Kirchspiel der Kirche Ischdaggen (1938–1946: Branden, heute russisch: Lermontowo) eingepfarrt. Sie gehörte zum Kirchenkreis Gumbinnen in der Kirchenprovinz Ostpreußen der Kirche der Altpreußischen Union. Heute liegt Sarja im Einzugsbereich der neu entstandenen evangelisch-lutherischen Gemeinde der Salzburger Kirche in Gussew (Gumbinnen) mit Pfarrsitz für die Kirchenregion Gussew in der Propstei Kaliningrad der Evangelisch-lutherischen Kirche Europäisches Russland.

## Schule
In Groß Wersmeningken bestand vor 1945 eine zweiklassige Volksschule in einem vor 1914 erbauten Schulgebäude.